# Colleen Quigley
Colleen Quigley (San Luis, Misuri; 20 de noviembre de 1992) es una atleta estadounidense, especialista en carreras de media distancia y en 3000 metros con obstáculos.

## Carrera
Quigley firmó como profesional con el Bowerman Track Club en junio de 2015. Ese mismo año, terminó tercera en la prueba de obstáculos con un tiempo de 9:24,92 en los Campeonatos de Atletismo al Aire Libre de Estados Unidos de 2015, y acabó duodécima en la prueba de 3000 metros obstáculos en el Campeonato Mundial de Atletismo celebrado en Pekín (China) en 2015, con un tiempo de 9:34,29 minutos.
Corrió 9:20 minutos exactos para quedar novena en la prueba de la Liga de Diamante 2016, en el Meeting de París. Antes de eso, Quigley había corrido un mejor tiempo personal de 9:21,10 para quedar octava en los 3000 metros obstáculos en los Juegos Olímpicos de Río de Janeiro 2016. Quigley también había corrido un mejor tiempo personal de 9:21,29 para colocarse tercera en la carrera de obstáculos por detrás de sus compañeras del equipo estadounidense Emma Coburn y Courtney Frerichs en las pruebas olímpicas de 2016 para clasificarse para representar a Estados Unidos en Río. El 3 de septiembre de 2018, bajó su récord de obstáculos a 9:10,27 ganando en la ISTASF de Berlín, convirtiéndose en la tercera mujer estadounidense más rápida de la historia.
El 30 de junio de 2019, corrió 9:11,41 para quedar séptima, y tercera estadounidense, en la carrera de obstáculos de la Liga de Diamante de Prefontaine Classic celebrada en Stanford (California).
En los Campeonatos de Atletismo en Pista Cubierta de Estados Unidos de 2019, terminó primera en la milla con un tiempo de 4:29,27 para convertirse en la campeona de la milla en pista cubierta de 2019.
El 27 de febrero de 2020, Quigley corrió una marca personal de 8:28,71 en los 3000 metros de la Universidad de Boston en una carrera compuesta por sus compañeras del Bowerman Track Club Karissa Schweizer y Shelby Houlihan. Esta marca fue más rápida que el anterior récord de Estados Unidos en esta distancia, 8:33,25 de Shalane Flanagan, pero Quigley terminó tercera por detrás de sus dos compañeras de equipo, que también batieron el récord.
En un encuentro entre escuadras del Bowerman Track Club el 31 de julio de 2020, Quigley compitió como miembro del equipo de relevos de 4 x 1500 metros junto a Elise Cranny, Karissa Schweizer y Shelby Houlihan. El equipo corrió en un tiempo de 16:27,02 que rompió el anterior récord mundial de 16:33,58 del equipo de Kenia por más de 6 segundos.
Quigley anunció el 4 de febrero de 2021 que dejaría el Bowerman Track Club y al entrenador Jerry Schumacher para ser entrenada por su antiguo entrenador de la Universidad Estatal de Florida, Josh Seitz.

## Resultados

### Por temporada
| Representando a Estados Unidos | Representando a Estados Unidos                    | Representando a Estados Unidos | Representando a Estados Unidos | Representando a Estados Unidos | Representando a Estados Unidos |
| ------------------------------ | ------------------------------------------------- | ------------------------------ | ------------------------------ | ------------------------------ | ------------------------------ |
| Año                            | Competición                                       | Lugar                          | Puesto                         | Modalidad                      | Marca                          |
| 2015                           | Liga de Diamante - Athletissima                   | Lausana                        | 11.ª                           | 3000 m obstáculos              | 9:42,53 min.                   |
| 2015                           | Campeonato Mundial de Atletismo                   | Pekín                          | 12.ª                           | 3000 m obstáculos              | 9:34,29 min.                   |
| 2016                           | Juegos Olímpicos                                  | Río de Janeiro                 | 8.ª                            | 3000 m obstáculos              | 9:21,10 min.                   |
| 2016                           | Liga de Diamante - Meeting de París               | París                          | 9.ª                            | 3000 m obstáculos              | 9:20,00 min.                   |
| 2016                           | Liga de Diamante - Zürich Weltklasse              | Zúrich                         | 10.ª                           | 3000 m obstáculos              | 9:35,30 min.                   |
| 2017                           | Liga de Diamante - Doha IAAF                      | Doha                           | 12.ª                           | 3000 m obstáculos              | 9:33,13 min.                   |
| 2017                           | Campeonato Mundial de Atletismo                   | Londres                        | DQ                             | 3000 m obstáculos              | -                              |
| 2017                           | Liga de Diamante - Müller Grand Prix              | Birmingham                     | 9.ª                            | 1500 m                         | 4:06,07 min.                   |
| 2018                           | Campeonato Mundial de Atletismo en Pista Cubierta | Birmingham                     | 9.ª                            | 1500 m                         | 4:15,97 min.                   |
| 2018                           | Liga de Diamante - Herculis                       | Mónaco                         | 12.ª                           | 3000 m obstáculos              | 9:20,99 min.                   |
| 2018                           | Liga de Diamante - Müller Grand Prix              | Birmingham                     | 5.ª                            | 1000 m                         | 2:36,53 min.                   |
| 2019                           | Liga de Diamante - Prefontaine Classic            | Stanford                       | 7.ª                            | 3000 m obstáculos              | 9:11,41 min.                   |
| 2019                           | Campeonato Mundial de Atletismo                   | Doha                           | DNF                            | 3000 m obstáculos              | -                              |

### Mejores marcas
| Disciplina                   | Marca         | Lugar       | Fecha                 |
| ---------------------------- | ------------- | ----------- | --------------------- |
| 800 metros (exterior)        | 2:02:98 min.  | Portland    | 7 de agosto de 2020   |
| 800 metros (pista cubierta)  | 2:11:29 min.  | Albuquerque | 25 de enero de 2014   |
| 1000 metros (exterior)       | 2:36:53 min.  | Birmingham  | 18 de agosto de 2018  |
| 1500 metros (exterior)       | 4:03:02 min.  | Chorzów     | 22 de agosto de 2018  |
| 1500 metros (pista cubierta) | 4:06:16 min.  | Nueva York  | 9 de febrero de 2019  |
| 3000 metros (exterior)       | 8:40:23 min.  | Phoenix     | 30 de junio de 2020   |
| 3000 metros (pista cubierta) | 8:28:71 min.  | Boston      | 27 de febrero de 2020 |
| 5000 metros (exterior)       | 15:10:42 min. | Portland    | 30 de junio de 2020   |